# Ponikovica
Ponikovica (en serbe cyrillique : Пониковица) est un village de Serbie situé sur le territoire de la Ville d'Užice, district de Zlatibor. Au recensement de 2011, il comptait 316 habitants.

## Démographie
| 1948 | 1953 | 1961 | 1971 | 1981 | 1991 | 2002 | 2011 |
| ---- | ---- | ---- | ---- | ---- | ---- | ---- | ---- |
| 489  | 526  | 510  | 446  | 391  | 355  | 362  | 316  |

|  |